# Врсте нервних ћелија
Нервне ћелије (неурони) имају улогу проводника (кондуктора) надражаја од рецептора до ЦНС-а, од ЦНС-а до одговарајућих ћелија и органа (ефектори) који ће одреаговати на надражај, и улогу преноса и складиштења информација у нервном систему. То су високодиференциране ћелије које немају способност дељења (изузетак су мирисни неурони који се код човека обнављају свака два месеца).

## Класификација

### Подела према броју наставака
Неурони се према броју наставака који полазе са тела деле на:
1. Униполарни неурони имају само један наставак и то аксон, док дендрити не постоје; налазе се у слузокожи чула мириса кичмењака.
2. Биполарни имају два наставка дендрит и аксон и има их у спиналној ганглији кичмењака.
3. Мултиполарни имају већи број дендрита и један аксон; налазе се у ЦНС-у кичмењака.
4. Псеудополарни

Постоје неурони који се не могу сврстати ни у једну од претходно наведених типова као што су:
- неурони у спиналним ганглијама који имају само један наставак, аксон па би их требало прикључити униполарним, али тај аксон се грана у два огранка; њих можемо одредити као лажно униполарне (псеудоуниполарни)
- анаксонски немају аксоне већ дендрити поред аферентне имају и еферентну улогу; тако амакрине ћелије које граде мрежњачу и немају аксон већ само већи број дендрита.

### Подела према облику и величини
Облик тела  нервних ћелија такође веома варира код различитих типова неурона. Ћелијско тело може бити лоптастог облика (на пример, грануларне ћелије коре малог мозга), крушкастог облика (Пуркиње неурони малог мозга), троугластог облика (пирамидни неурони коре предњег мозга), корпастог облика, (корпасти неурони малог и предњег мозга), а може бити спљоштено (хоризонталне ћелије коре и мрежњаче), лампасто (лампасти неурони коре) и слично. Овај тип класификације користан је за цитолошку идентификацију неурона у различитим деловима мозга.
Када је реч о величини ћелијског тела и ту постоје велике разлике. Неке нервне ћелије имају мало ћелијско тело, дијаметра од око 6-8 μм. Такав је случај са грануларним ћелијама малог мозга. Супротно томе, мотонеурони кичмене мождине и неки специјализовани неурони коре предњег мозга спадају у најкрупније нервне ћелије, са дијаметром и до 100 μм.
Најбољу илустрацију разлика у величини ћелијског тела уочићемо на примеру неурона коре предњег мозга, чији је највећи део сачињен је од шест слојева. Испод првог, површинског слоја, који се назива молекуларни слој или ламина I, у којем се налази мали број ћелија, налази се ламина II или спољашњи грануларни слој, испуњен грануларним неуронима малог дијаметра. У наредном слоју, који се назива ламина III или спољашњи пирамидни слој, налазе се неурони пирамидног облика и дијаметра од око 5 μм. Још дубље у кори, испод ламине IV или унутрашњег грануларног слоја, налази се ламина V или унутрашњи пирамидни слој, у којем се уочавају пирамидни неурони нешто већег дијаметра од око 10 μм. У још дубљем слоју, ламини VI или полиморфном слоју присутни су велики пирамидни неурони са дијаметром од око 20 μм. У једном делу коре, у њеној ламини V налазе се и најкрупнији неурони коре, Бецови неурони, дијаметра и до 100 μм, који су добили име по украјинском неуробиологу Владимиру Алексејевићу Бецу који их је први описао 1874. г.
Треба међутим, имати у виду, да су нервне ћелије веома разгранате и да су њихови наставци знатне дужине и укупне запремине. Због тога величина ћелијског тела није у директној корелацији са укупном запремином неурона, односно, укупном површином коју има нервна ћелија. Примера ради, укупна површина ћелијских тела пирамидних неурона коре око 10 пута је мања од укупне површине , наставака ових ћелија, дендрита, трноликих израштаја и аксона. Стога се сматра се да су разгранатост дендрита и број трноликих израштаја на њима, а не величина ћелијског тела неурона, индикатор функционе активности неурона. 

### Класификација на основу дендрита
Изглед и сложеност дендритског гранања такође могу послужити као основ идентификације неурона. У  кори предњег мозга налазе се, поред већ поменутих пирамидних неурона и неурони крушкастог облика ћелијског тела. Упрксо разликама у облику ћелијског тела, код ова два типа неурона уочава се сличан аранжман дендрита око ћелијског тела. Оба типа неурона неурон, уз аксон, поседују један вршни (апикални) дендрит и већи број базалних дендрита.  Апикални дендрит полази са врха ћелијског тела и грана се неколико пута, док базални дендрити полазе са основе пирамидалног тела неурона и екстензивно се гранају.
Један од основа класификације неурона на основу дендрита јесте  присуство трноликих израштаја. Неурони који поседују трнолике израштаје на дендритима називају се  трнасти или спинозни неурони, а они који их не поседују називају се аспинозни. Примера ради, пирамидни неурони коре предњег мозга су спинозни, док звездасти неурони могу бити и спинозни и аспинозни.
Осим према положају дендрита и присуству трноликих израштаја, неурони се класификују и према изгледу. Неурони са дугачким и танким дендритима, који немају бочне огранке називају се изодендритски неурони. Неурони са разгранатим дендритима, некада веома сложене мреже називају се алодендритски неурони. Неурони са најсложенијом дендритском мрежом називају се идиодендритски неурони, а они се налазе у регионима нервног система, као што су мирисна квржица и кора малог мозга.

### Класификација на основу неуротрансмитера
Нервне ћелије могу се класификовати и на основу неуротрансмитера који садрже у својим синаптичким везикулама. Свака нервна ћелија остварује између 5 000 и 10 000 синаптичких контаката са другим ћелијама, а пренос сигнала на синапси одвија се посредством хемијских медијатора, неуротрансмитера. Начелно се сматра да  једна нервна ћелија користи само један и увек исти неуротрансмитер у својој синаптичкој комуникацији са другим ћелијама.  Ово правило назива се Дејлово правило, према неуробиологију Хенрију Дејлу (Хенрy Дале), који га је установио. Стога се неурони могу класификовати на и основу неуротрансмитера који користе у међусобној сигнализацији. Примера ради, сви неурони који у синаптичкој сигнализацији са другим неуронима користе ацетил-холин, називају се ацетилхолински неурони и припадају ацетилхолинском систему мозга. Неурони који ослобађају неуротрансмитер допамин, називају се допамински неурони и припадају допаминском систему мозга; неурони који ослобађају серотонин су серотонински, неурони који ослобађају норадреналин су норадреналински неурони и тд.  Видећемо касније, да су многи неурони који припадају истом неуротрансмитерском систему и груписани у дискретне популације неурона, једра, унутар централног нервног система.  
У последње време откривени су неурони, који супротно Дејловом принципу, садрже два неуротрансмитера која користе у синаптичкој комуникацији. Када будемо говорили о неуротрансмитерима видећемо да се многи неуротрансмитери синтетишу на заједничком путу синтезе са неколико других неуротрансмитера. На пример, неуротрансмитери допамин, норадреналин и адреналин синтетишу се од истог полазног молекула, тирозина. У низу узастопних хемијских реакција настаје најпре допамин, па норадреналин и коначно адреналин. То значи да нервне ћелије које ослобађају норадреналин, нужно поседују и допамин, јер је тај молекул претходник у синтези норадреналина.   

### Глијске ћелије
Глијске ћелије чине другу ћелијску компоненту нервног система, која бројчано надмоћно превазилази нервне ћелије. Наиме, сматра се да је еволуција нервног система повезана не само са повећањем и усложњавањем броја, типова и међућелијских контаката неурона, већ и са изразитим порастом броја, пропорције, типова и сложености глијских ћелија. На пример, код пијавице која се одликује ганглијским нервним системом, свака ганглија, уз 20-30 неурона, садржи и једну крупну глијску ћелију, што чини око 3-5% удела глијских ћелија у укупном броју ћелија нервног система. У нервном систему ваљкастог црва, који је сачињен од тачно 302 неурона и 56 глијских ћелија, удео глијских ћелија чини око 16% укупног броја ћелија нервног система. Код винске мушице, глијске ћелије чине 20-25% свих ћелија нервног система. Беој глијских ћелија у мозгу човека неколико десетина пута је већи од броја нервних ћелија.  
Глијске ћелије чине веома хетерогену групу ћелија са бројним важним улогама у централном и периферном нервном систему. Уобичајена подела глијских ћелија у централном нервном систему заснива се на њиховом ембрионском пореклу. Макроглију (неуроглија) чине ћелије које ембрионо потичу од истог материјала од којег настају и нервне ћелије, од неуроектодерма. Макроглија обухвата више типова ћелија: астроците, епендимске ћелије, таниците и олигодендроците.  Другу групу глијских ћелија чине ћелије мезодермског порекла, микроглија. Ове ћелије рано током ембрионског развића улазе у нервни систем, распоређују се по нервном ткиву и постају резидентне имунске ћелије нервног система током адултног живота.  